# Sakajärvi (insjö)
Sakajärvi är en sjö i Gällivare kommun i Lappland och ingår i Kalixälvens huvudavrinningsområde. Sjön har en area på 1,4 kvadratkilometer och ligger 282 meter över havet. Sjön avvattnas av vattendraget Sakajoki. Vid provfiske har abborre, gers, gädda och sik fångats i sjön.

## Delavrinningsområde
Sakajärvi ingår i det delavrinningsområde (745234-172566) som SMHI kallar för Utloppet av Sakajärvi. Medelhöjden är 300 meter över havet och ytan är 11,37 kvadratkilometer. Det finns ett avrinningsområde uppströms, och räknas det in blir den ackumulerade arean 39,31 kvadratkilometer. Sakajoki som avvattnar avrinningsområdet har biflödesordning 3, vilket innebär att vattnet flödar genom totalt 3 vattendrag innan det når havet efter 218 kilometer. Avrinningsområdet består mestadels av skog (39 procent), öppen mark (22 procent) och sankmarker (24 procent). Avrinningsområdet har 1,48 kvadratkilometer vattenytor vilket ger det en sjöprocent på 13 procent.